# 273987 Greggwade
273987 Greggwade è un asteroide della fascia principale. Scoperto nel 2007, presenta un'orbita caratterizzata da un semiasse maggiore pari a 3,0673277 UA e da un'eccentricità di 0,1211133, inclinata di 7,22174° rispetto all'eclittica.